# Quan hệ Thổ Nhĩ Kỳ – Tòa Thánh
Quan hệ Thổ Nhĩ Kỳ – Tòa Thánh là quan hệ ngoại giao giữa Tòa Thánh (có lãnh thổ thực tế là Vatican) và Thổ Nhĩ Kỳ. Cả hai nước đều thiết lập quan hệ ngoại giao vào năm 1868, ban đầu giữa Tòa Thánh và Đế chế Ottoman. Toà Thánh có một Tòa sứ thần ở Ankara. Thổ Nhĩ Kỳ có một đại sứ quán ở Rome.

## Các chuyến viếng thăm song phương

### Chuyến thăm của Giáo hoàng đến Thổ Nhĩ Kỳ
Giáo hoàng Phaolô VI viếng thăm Thổ Nhĩ Kỳ vào tháng 7 năm 1967 Trong chuyến viếng thăm, ông đã gặp Thượng phụ chính thống Đông Athenagoras I của Constantinople, Shenork I Kaloustian, Thượng phụ Armenia của Constantinople cũng như các thành viên Hồi giáo và Cộng đồng Do Thái.
Giáo hoàng Gioan Phaolô II viếng thăm Thổ Nhĩ Kỳ vào tháng 11 năm 1979. Ông đã gặp Thượng phụ Dimitrios I của Constantinople và Thượng Phụ Armenia Shenork I cũng như cử hành Thánh Thể tại Êphêsô.
Năm 2006, Giáo hoàng Biển Đức XVI viếng thăm Thổ Nhĩ Kỳ và Nhà thờ Hồi giáo Xanh nổi tiếng. Đây là lần thứ hai một vị Giáo hoàng đương nhiệm đến được cho là đã vào một đền thờ Hồi giáo và là một phần nỗ lực của ông để hàn gắn quan hệ Hồi giáo-Kitô giáo, nhưng bị lu mờ bởi những tranh cãi xung quanh bài giảng ở Regensburg khi liên kết Hồi giáo và bạo lực. Ông đã gặp 25.000 người biểu tình trường phái dân tộc và Hồi giáo khi ông đến Ankara.

### Chuyến viếng thăm Vatican
Tổng thống Thổ Nhĩ Kỳ Celal Bayar đến thăm Vatican vào ngày 11 tháng 7 năm 1959 và gặp Giáo hoàng Gioan XXIII.
Tổng thống Thổ Nhĩ Kỳ Recep Tayyip Erdoğan đã viếng thăm Vatican vào tháng 2 năm 2018 và có một cuộc gặp với Giáo hoàng Phanxicô tại Cung điện Apostal.